# Sorex granarius
Sorex granarius är en däggdjursart som beskrevs av Miller 1910. Sorex granarius ingår i släktet Sorex och familjen näbbmöss. IUCN kategoriserar arten globalt som livskraftig. Inga underarter finns listade i Catalogue of Life. Det svenska trivialnamnet Spansk näbbmus förekommer för arten.
Artepitet i det vetenskapliga namnet är bildat av det latinska ordet granarium (härbre/förrådshus).
Arten har allmänt samma utseende som den vanliga näbbmusen (Sorex araneus). Kännetecknande är en kortare och bredare nos. För att identifiera arten med säkerhet behövs en undersökning av kromosomerna. Med en kroppslängd (huvud och bål) av 50 till 72 mm, en svanslängd av 36 till 46 mm och en vikt av 4,5 till 8 g är arten minst av de två arter som är närmast släkt med den vanliga näbbmusen (den andra arten är Sorex coronatus). Pälsen har vanligen tre tydliga färgområden, ett mörkbrunt på ryggens topp, ett ljusare brunt på bålens sidor och ett gulgrått på undersidan. Hos ungar är pälsen ljusare och skillnaderna inte lika tydliga. Artens tandformel är I 3/1, C 1/1, P 3/1, M 3/3, alltså 32 tänder i hela uppsättningen.

Denna näbbmus förekommer i Portugal, i nordvästra Spanien samt längs floden Tajo som sträcker sig fram till centrala Spanien. Arten vistas i låglandet och i bergstrakter upp till 2000 meter över havet. Habitatet utgörs av olika landskap med träd eller buskar som skogar, trädodlingar, trädgårdar, platser intill jordbruksmark eller klippiga områden. Sorex granarius hittas främst i fuktiga regioner.
Honor som var dräktiga med 4 respektive 6 ungar registrerades i april respektive juni. Artens naturliga fiender är tornugglan, vildkatten och tamkatten.